# Perognathus merriami
Perognathus merriami — вид гризунів родини Heteromyidae. Він зустрічається на північному сході Мексики та Нью-Мексико, Оклахома та Техас у Сполучених Штатах. Середовищем його існування є короткотравні прерії, пустелі з чагарниками та посушливими чагарниками. Вид названо на честь Клінтона Харта Мерріема, біолога, який вперше описав кількох інших представників роду Perognathus і вперше з’ясував принцип «зони життя» як засобу характеристики екологічних територій зі схожими рослинними і тваринними спільнотами.

## Морфологічна характеристика
Perognathus merriami – невеликий вид з гладкою шовковистою шерстю. Загальна довжина дорослих особин становить у середньому 115 мм, включаючи хвіст у середньому 65 мм, але розмір і відтінок різняться залежно від ареалу тварини. Загальне забарвлення жовтувате з темним блиском, спричиненим довшими захисними волосками з чорними кінчиками. Нижня частина тіла, ноги та ступні білі або кремового кольору, а хвіст блідіший на нижній частині. Збоку обличчя є темні смуги, навколо очей бліде кільце. Біла пляма на внутрішньому краю вуха, біла пляма під вухом і невеликий жовтувато-бурий клапоть за ним.

## Поведінка
Perognathus merriami веде переважно нічний спосіб життя і проводить день у неглибокій норі з кількома входами. Риє тунелі передніми лапами та відштовхуючи ґрунт задніми. Є короткі бічні тунелі, деякі з яких використовуються для розміщення фекальних гранул, а інші для зберігання насіння. Миша має місце проживання з кількома нірками, розташованими в ньому, і іноді ховається під камінням або поваленими деревами. Вхід до нори часто розташований біля основи трав’янистої купини або іншої рослини, коріння якої стабілізує землю, і нещільно забитий ґрунтом, коли миша перебуває всередині. В одній з нір є гніздова камера. У нього є харчові склади навколо краю та гніздо з трави, маленьких гілочок і лушпиння з одного боку. У Техасі розмноження відбувається з березня по листопад. Виводок зазвичай складається з трьох-шести дитинчат і може бути більше одного виводка на рік.